# Taranto Football Club 1927 2015-2016
Questa pagina raccoglie i dati riguardanti la S.S.D. Taranto Football Club 1927 nelle competizioni ufficiali della stagione 2015-2016.

## Stagione
Stagione conclusa con un campionato in chiaroscuro, che con una rimonta nel girone di ritorno, ha fatto in modo che la società arrivasse alle spalle della capolista Virtus Francavilla.
Nonostante la sconfitta nei play off ad opera del Fondi, la società viene ripescata tra i professionisti per il completamento degli organici.

## Sponsor
Gli sponsor ufficiali per la stagione 2015-2016 sono la Birra Raffo e la Cooperativa Prisma, mentre secondo sponsor di maglia è la Mariano Gioielli.

## Organigramma societario
Fonti:
Area direttiva
- Presidente: Gianluca Mongelli e successivamente Elisabetta Zelatore
- Presidente onorario: Michele Di Fonzo
- Consigliere di amministrazione: Antonio Bongiovanni
- Consigliere di amministrazione: Riccardo Caracuta
- Consigliere di amministrazione: Pasquale Di Napoli
- Consigliere di amministrazione: Martino Cecere
- Consigliere di amministrazione: Felice Pagano
- Consigliere di amministrazione: Carlo Raffo

Area tecnica
- Allenatore: Michele Cazzarò (1ª-11ª)[4], poi Salvatore Campilongo (12ª-21ª)[5][6], poi Michele Cazzarò (22ª-)[7]
- Preparatore atletico: Paolo Redavid
- Preparatore atletico in seconda: Morris Consiglio
- Preparatore dei portieri: Gianpaolo Spagnulo
- Direttore sportivo: Francesco Montervino
- Team manager: Giuseppe Sernia
- Magazziniere: Aldo Scardino

Area sanitaria
- Medico sociale: Vincenzo Sansolini
- Fisioterapista: Aldo Portulano
- Massaggiatore: Sante Simone

## Rosa
Rosa, numerazione e ruoli, tratti dal sito ufficiale della società, sono aggiornati al 16 aprile 2016.
| N. |                    | Ruolo | Calciatore            |
| -- | ------------------ | ----- | --------------------- |
|    | Italia (bandiera)  | P     | Victor De Lucia       |
|    | Italia (bandiera)  | P     | Daniele Giordano      |
|    | Italia (bandiera)  | P     | Gaetano Pardo         |
|    | Italia (bandiera)  | P     | Pierluca Pizzaleo     |
|    | Italia (bandiera)  | D     | Pietro Cascone        |
|    | Italia (bandiera)  | D     | Pierluigi Cimino      |
|    | Italia (bandiera)  | D     | Francesco D'Angelo    |
|    | Italia (bandiera)  | D     | Francesco De Giorgi   |
|    | Italia (bandiera)  | D     | Vincenzo Guardiglio   |
|    | Nigeria (bandiera) | D     | Nicholas Abedoy Ibojo |
|    | Italia (bandiera)  | D     | Ivan Lecce            |
|    | Italia (bandiera)  | D     | Pietro Manganelli     |
|    | Italia (bandiera)  | D     | Salvatore Marseglia   |
|    | Italia (bandiera)  | D     | Odigwe Nosa           |
|    | Italia (bandiera)  | D     | Francesco Pambianchi  |
|    | Italia (bandiera)  | D     | Vito Russo            |
|    | Italia (bandiera)  | C     | Riccardo Ammirati     |
|    | Italia (bandiera)  | C     | Angelo Chiavazzo      |
|    | Italia (bandiera)  | C     | Giampaolo Ciarcià     |

| N. |                    | Ruolo | Calciatore                |
| -- | ------------------ | ----- | ------------------------- |
|    | Italia (bandiera)  | C     | Francesco Fonzino         |
|    | Italia (bandiera)  | C     | Rocco Girardi             |
|    | Italia (bandiera)  | C     | Mauro Gori                |
|    | Italia (bandiera)  | C     | Giovanni Lombardi         |
|    | Italia (bandiera)  | C     | Massimiliano Marsili      |
|    | Camerun (bandiera) | C     | Jean Bindzi Ebila Mbida   |
|    | Italia (bandiera)  | C     | Francesco Verdone         |
|    | Italia (bandiera)  | C     | Pietro Voltasio           |
|    | Italia (bandiera)  | A     | Francesco Alvino          |
|    | Italia (bandiera)  | A     | Cristiano Ancora          |
|    | Italia (bandiera)  | A     | Tommaso Bonanno           |
|    | Italia (bandiera)  | A     | Gennaro Esposito          |
|    | Italia (bandiera)  | A     | Felice Gaetano            |
|    | Italia (bandiera)  | A     | Giuseppe Genchi           |
|    | Italia (bandiera)  | A     | Umberto Improta           |
|    | Italia (bandiera)  | A     | Nicola Russo              |
|    | Italia (bandiera)  | A     | Angelo Scalzone           |
|    | Italia (bandiera)  | A     | Giuseppe Siclari          |
|    | Ghana (bandiera)   | A     | Johnson David Nana Yeboah |

## Calciomercato

### Sessione estiva(dall'1/7 al 31/8)
| Acquisti | Acquisti            | Acquisti             | Acquisti    |
| R.       | Nome                | da                   | Modalità    |
| -------- | ------------------- | -------------------- | ----------- |
| P        | Gaetano Pardo       | Padova               | in prestito |
| D        | Riccardo Ammirati   | Lupa Castelli Romani | definitivo  |
| D        | Francesco D'Angelo  | Foggia               | definitivo  |
| D        | Vincenzo Guardiglio |                      | definitivo  |
| D        | Francesco Verdone   | Rimini               | definitivo  |
| C        | Angelo Chiavazzo    |                      | definitivo  |
| C        | Mauro Gori          |                      | svincolato  |
| A        | Francesco Alvino    |                      | definitivo  |
| A        | Tommaso Bonanno     | Messina              | definitivo  |
| A        | Nicola Russo        | Siena                | definitivo  |

| Cessioni | Cessioni | Cessioni | Cessioni |
| R.       | Nome     | a        | Modalità |
| -------- | -------- | -------- | -------- |

### Operazioni successive alla sessione estiva
| Acquisti | Acquisti             | Acquisti      | Acquisti   |
| R.       | Nome                 | da            | Modalità   |
| -------- | -------------------- | ------------- | ---------- |
| P        | Daniele Giordano     |               | svincolato |
| D        | Pietro Manganelli    |               | svincolato |
| D        | Pietro Cascone       |               | svincolato |
| C        | Francesco De Giorgi  |               | svincolato |
| C        | Massimiliano Marsili | Fondi         | definitivo |
| C        | Pietro Voltasio      | Vigor Lamezia | definitivo |
| A        | Gennaro Esposito     |               | definitivo |
| A        | Umberto Improta      | Vigor Lamezia | definitivo |

| Cessioni | Cessioni | Cessioni | Cessioni |
| R.       | Nome     | a        | Modalità |
| -------- | -------- | -------- | -------- |

### Sessione di dicembre(dall'1/12 al 17/12)
| Acquisti | Acquisti          | Acquisti  | Acquisti   |
| R.       | Nome              | da        | Modalità   |
| -------- | ----------------- | --------- | ---------- |
| D        | Odigwe Nosa       | Piacenza  | definitivo |
| C        | Giampaolo Ciarcià |           | svincolato |
| C        | Jean Mbida        | Gallipoli | definitivo |
| A        | Cristiano Ancora  |           | definitivo |
| A        | Angelo Scalzone   | Agropoli  | definitivo |
| A        | Giuseppe Siclari  |           | svincolato |
| A        | David Yeboah      | Turris    | definitivo |

| Cessioni | Cessioni           | Cessioni         | Cessioni    |
| R.       | Nome               | a                | Modalità    |
| -------- | ------------------ | ---------------- | ----------- |
| D        | Pierluigi Cimino   | Manfredonia      | in prestito |
| D        | Francesco D'Angelo | Monza            | definitivo  |
| D        | Ivan Lecce         | Matelica         | in prestito |
| D        | Pietro Manganelli  |                  | svincolato  |
| C        | Francesco Fonzino  | Gallipoli        | in prestito |
| C        | Mauro Gori         | Seregno          | definitivo  |
| C        | Francesco Verdone  |                  | svincolato  |
| A        | Tommaso Bonanno    |                  | svincolato  |
| A        | Gennaro Esposito   |                  | svincolato  |
| A        | Umberto Improta    |                  | svincolato  |
| A        | Nicola Russo       | RapalloBogliasco | definitivo  |

### Sessione invernale(dall'1/1 al 31/1)
| Acquisti | Acquisti            | Acquisti | Acquisti    |
| R.       | Nome                | da       | Modalità    |
| -------- | ------------------- | -------- | ----------- |
| P        | Victor De Lucia     | Latina   | definitivo  |
| D        | Francesco Marseglia | Latina   | in prestito |
| C        | Giovanni Lombardi   | Napoli   | in prestito |
| A        | Felice Gaetano      | Napoli   | in prestito |

| Cessioni | Cessioni       | Cessioni | Cessioni      |
| R.       | Nome           | a        | Modalità      |
| -------- | -------------- | -------- | ------------- |
| P        | Gaetano Pardo  | Padova   | fine prestito |
| D        | Pietro Cascone |          | svincolato    |

## Risultati

### Serie D

#### Girone d'andata
| Arbitro: | Luigi Carella (Bari) |

|           |           |                        |
| Bozzi 60’ | Marcatori | 26’ Genchi 48’ Marsili |

| Arbitro: | Claudio Gualtieri (Asti) |

|                        |           |  |
| Improta 56’ Alvino 75’ | Marcatori |  |

| Bisceglie 16 settembre 2015, ore 15:00 3ª giornata | Bisceglie | 0 – 3 a tav. | Taranto | Stadio Gustavo Ventura |

| Arbitro: | Eduart Pashuku (Albano Laziale) |

|                |           |                  |
| Esposito 90+3’ | Marcatori | 48’ (aut.) Lecce |

| Arbitro: | Mario Vigile (Cosenza) |

|  |           |                                       |
|  | Marcatori | 60’ Genchi 82’ Manganelli 89’ Marsili |

| Arbitro: | Luca Pedretti (Lovere) |

|                       |           |  |
| Alvino 68’ Genchi 75’ | Marcatori |  |

| Arbitro: | Matteo D’Ambrogio (Frosinone) |

|                          |           |                        |
| Di Lullo 21’ Pastore 59’ | Marcatori | 5’ D’Angelo 41’ Genchi |

| Arbitro: | Nicolò Marini (Trieste) |

|                          |           |             |
| Manganelli 44’ Russo 76’ | Marcatori | 54’ Favetta |

| Arbitro: | Michele Ruggiero (Roma) |

|                        |           |  |
| Tarallo 84’ Yeboah 90’ | Marcatori |  |

| Arbitro: | Francesco Meraviglia (Pistoia) |

|                        |           |                             |
| Genchi 21’, 43’ (rig.) | Marcatori | 18’ Lattanzio 28’ Palmisano |

| Arbitro: | Francesco Raciti (Acireale) |

|             |           |  |
| Paruzza 81’ | Marcatori |  |

| Arbitro: | Alessandro Capovilla (Verona) |

|                |           |  |
| Esposito 90+5’ | Marcatori |  |

| Arbitro: | Riccardo Turchet (Pordenone) |

|                                  |           |             |
| De Stefano 62’ P. Esposito 90+2’ | Marcatori | 74’ Improta |

| Genazzano 29 novembre 2015, ore 15:00 14ª giornata | Serpentara Bellegra Olevano | 0 – 0 referto | Taranto | Stadio Le Rose\| Arbitro: \| Andrea Tursi (Valdarno) \| |
| Arbitro:                                           | Andrea Tursi (Valdarno)     |               |         |                                                         |

| Arbitro: | Lorenzo Gentile (Seregno) |

|                       |           |                 |
| Ancora 68’ Genchi 83’ | Marcatori | 90+4’ V. Barone |

| Arbitro: | Antonio Lalomia (Agrigento) |

|                   |           |                 |
| Prisco 86’, 90+4’ | Marcatori | 54’, 75’ Yeboah |

| Arbitro: | Marco D'Ascanio (Ancona) |

|            |           |                         |
| Genchi 33’ | Marcatori | 3’ Gasparini 72’ Pisani |

#### Girone di ritorno
| Arbitro: | Simone Piccirilli (L'Aquila) |

|                        |           |  |
| Siclari 23’ Genchi 35’ | Marcatori |  |

| Arbitro: | Vincenzo Madonia (Palermo) |

|                                  |           |                          |
| D'Agostino 8’, 75’ Alleruzzo 45’ | Marcatori | 74’ Genchi 84’ De Giorgi |

| Arbitro: | Stefano Lorenzin (Castelfranco Veneto) |

|                         |           |  |
| Cascone 41’ Ciarcià 79’ | Marcatori |  |

| Arbitro: | Alberto Santoro (Messina) |

|                   |           |            |
| Montaldi 19’, 64’ | Marcatori | 39’ Genchi |

| Arbitro: | Alessandro Maninetti (Lovere) |

|                             |           |  |
| Genchi 43’, 62’ Ciarcià 80’ | Marcatori |  |

| Isola del Liri 6 febbraio 2016, ore 14:30 23ª giornata | Isola Liri                        | 0 – 0 referto | Taranto | Stadio Nazareth\| Arbitro: \| Gaetano Massara (Reggio Calabria) \| |
| Arbitro:                                               | Gaetano Massara (Reggio Calabria) |               |         |                                                                    |

| Arbitro: | Mario Berger (Pinerolo) |

|                |           |             |
| Genchi 3’, 58’ | Marcatori | 66’ Pastore |

| Arbitro: | Gianmarco Capezzi (Valdarno) |

|           |           |                             |
| Rossi 69’ | Marcatori | 14’ Siclari 38’, 48’ Genchi |

| Arbitro: | Davide Moro (Schio) |

|            |           |  |
| Genchi 68’ | Marcatori |  |

| Nardò 6 marzo 2016, ore 14:30 27ª giornata | Nardò                  | 0 – 0 referto | Taranto | Stadio comunale Giovanni Paolo II\| Arbitro: \| Mario Vigile (Cosenza) \| |
| Arbitro:                                   | Mario Vigile (Cosenza) |               |         |                                                                           |

| Arbitro: | Valerio Amadio (Ascoli Piceno) |

|                          |           |  |
| Genchi 89’ Gaetano 90+3’ | Marcatori |  |

| Arbitro: | Lorenzo Gentile (Seregno) |

|  |           |                                               |
|  | Marcatori | 30’ Siclari 33’ Gaetano 68’ Genchi 78’ Alvino |

| Arbitro: | Marco Ceccon (Lovere) |

|                                         |           |                                    |
| Siclari 45’, 46’, 56’, 62’ Genchi 90+5’ | Marcatori | 17’ (rig.) Vaccaro 23’ M. Esposito |

| Arbitro: | Riccardo Turchet (Pordenone) |

|                          |           |                                                     |
| Genchi 43’ Marsili 90+5’ | Marcatori | 27’ (aut.) De Lucia 48’ (rig.) De Julis 81’ Delgado |

| Arbitro: | Francesco Raciti (Acireale) |

|                                             |           |                            |
| Farriciello 19’ Santaniello 58’ Marullo 80’ | Marcatori | 3’, 39’ Genchi 31’ Siclari |

| Arbitro: | Francesco Luciani (Roma) |

|                 |           |             |
| Alvino 69’, 75’ | Marcatori | 44’ Galizia |

| Arbitro: | Michele Di Cairano (Ariano Irpino) |

|             |           |             |
| Aleksic 44’ | Marcatori | 78’ Siclari |

#### Play-off
| Arbitro: | Stefano Lorenzin (Castelfranco Veneto) |

|             |           |                                   |
| Siclari 28’ | Marcatori | 67’ (rig.) Nohman 120+2’ Tiscione |

### Coppa Italia di Serie D

#### Primo turno
| Arbitro: | Mario Cascone (Nocera Inferiore) |

|                           |           |  |
| Genchi 13’, 57’ Russo 64’ | Marcatori |  |

#### Trentaduesimi di finale
| Arbitro: | Luigi Santorelli (Salerno) |

|                                                                           |                      |                                                                      |
| D'Angelo 5’                                                               | Marcatori            | 90+2’ Anaclerio                                                      |
| Patierno De Vivo Palazzo Volpicelli Di Giorgio Balzano Rotunno Volpicelli | Tiri di rigore 6 – 7 | Russo Chiavazzo D'Angelo Esposito Gori Guardiglio Manganelli Fonzino |

#### Sedicesimi di finale
| Arbitro: | Gaetano Massara (Reggio Calabria) |

|                                           |                      |                              |
| Marino 53’                                | Marcatori            | 23’ Chiavazzo                |
| De Marco Cavaliere Sekkoum Pagano Aleksic | Tiri di rigore 4 – 2 | D'Angelo Ancora Alvino Mbida |

## Statistiche

### Statistiche di squadra
| Competizione         | Punti | In casa | In casa | In casa | In casa | In casa | In casa | In trasferta | In trasferta | In trasferta | In trasferta | In trasferta | In trasferta | Totale | Totale | Totale | Totale | Totale | Totale | DR  |
| Competizione         | Punti | G       | V       | N       | P       | Gf      | Gs      | G            | V            | N            | P            | Gf           | Gs           | G      | V      | N      | P      | Gf     | Gs     | DR  |
| -------------------- | ----- | ------- | ------- | ------- | ------- | ------- | ------- | ------------ | ------------ | ------------ | ------------ | ------------ | ------------ | ------ | ------ | ------ | ------ | ------ | ------ | --- |
| Serie D              | 63    | 17+1    | 13      | 2       | 2+1     | 34+1    | 14+2    | 17           | 5            | 7            | 5            | 27           | 20           | 34+1   | 18     | 9      | 7+1    | 61+1   | 34+2   | +27 |
| Coppa Italia Serie D | -     | 1       | 1       | 0       | 0       | 3       | 0       | 2            | 0            | 2            | 0            | 2            | 2            | 3      | 1      | 2      | 0      | 5      | 2      | +3  |
| Totale               | -     | 19      | 14      | 2       | 3       | 38      | 16      | 19           | 5            | 9            | 5            | 29           | 22           | 39     | 19     | 11     | 8      | 67     | 38     | +29 |

### Statistiche dei giocatori
| Giocatore     | Serie D  | Serie D | Serie D     | Serie D    | Coppa Italia Serie D | Coppa Italia Serie D | Coppa Italia Serie D | Coppa Italia Serie D | Totale   | Totale | Totale      | Totale     |
| Giocatore     | Presenze | Reti    | Ammonizioni | Espulsioni | Presenze             | Reti                 | Ammonizioni          | Espulsioni           | Presenze | Reti   | Ammonizioni | Espulsioni |
| ------------- | -------- | ------- | ----------- | ---------- | -------------------- | -------------------- | -------------------- | -------------------- | -------- | ------ | ----------- | ---------- |
| F. Alvino     | 24+1     | 5       | 0           | 0          | 1                    | 0                    | 0                    | 0                    | 26       | 5      | 0           | 0          |
| R. Ammirati   | 9        | 0       | 1           | 0          | -                    | -                    | -                    | -                    | 9        | 0      | 1           | 0          |
| C. Ancora     | 16+1     | 1       | 3           | 0          | 1                    | 0                    | 0                    | 0                    | 18       | 1      | 3           | 0          |
| T. Bonanno    | 4        | 0       | 0           | 0          | 2                    | 0                    | 2                    | 0                    | 6        | 0      | 2           | 0          |
| P. Cascone    | 9        | 1       | 1           | 0          | 1                    | 0                    | 0                    | 0                    | 10       | 1      | 1           | 0          |
| A. Chiavazzo  | 22       | 0       | 1           | 0          | 2                    | 1                    | 0                    | 0                    | 24       | 1      | 1           | 0          |
| G. Ciarcià    | 17+1     | 2       | 7           | 0          | -                    | -                    | -                    | -                    | 18       | 2      | 7           | 0          |
| P. Cimino     | 3        | 0       | 0           | 0          | 2                    | 0                    | 0                    | 0                    | 5        | 0      | 0           | 0          |
| F. D'Angelo   | 10       | 1       | 2           | 0          | 2                    | 1                    | 0                    | 0                    | 12       | 2      | 2           | 0          |
| F. De Giorgi  | 13+1     | 1       | 4+1         | 0          | 1                    | 0                    | 0                    | 0                    | 15       | 1      | 5           | 0          |
| V. De Lucia   | 16       | -15     | 3           | 0          | -                    | -                    | -                    | -                    | 16       | -15    | 3           | 0          |
| G. Esposito   | 11       | 2       | 2           | 1          | 2                    | 0                    | 1                    | 0                    | 13       | 2      | 3           | 1          |
| F. Fonzino    | 6        | 0       | 1           | 0          | 2                    | 0                    | 1                    | 0                    | 8        | 0      | 2           | 0          |
| F. Gaetano    | 13+1     | 2       | 4           | 0          | -                    | -                    | -                    | -                    | 14       | 2      | 4           | 0          |
| G. Genchi     | 34+1     | 24      | 4           | 0          | 2                    | 2                    | 0                    | 0                    | 37       | 26     | 4           | 0          |
| D. Giordano   | 2+1      | -1-2    | 0+1         | 0          | 2                    | -1                   | 0                    | 0                    | 5        | -2     | 1           | 0          |
| R. Girardi    | 0        | 0       | 0           | 0          | -                    | -                    | -                    | -                    | 0        | 0      | 0           | 0          |
| M. Gori       | 7        | 0       | 2           | 0          | 2                    | 0                    | 1                    | 0                    | 9        | 0      | 3           | 0          |
| V. Guardiglio | 27+1     | 0       | 5           | 1          | 2                    | 0                    | 1                    | 0                    | 30       | 0      | 6           | 1          |
| N. Ibojo      | 21       | 0       | 4           | 0          | 2                    | 0                    | 0                    | 0                    | 23       | 0      | 4           | 0          |
| U. Improta    | 12       | 2       | 0           | 0          | -                    | -                    | -                    | -                    | 12       | 2      | 0           | 0          |
| I. Lecce      | 6        | 0       | 3           | 1          | 2                    | 0                    | 1                    | 0                    | 8        | 0      | 4           | 1          |
| G. Lombardi   | 2        | 0       | 0           | 0          | -                    | -                    | -                    | -                    | 2        | 0      | 0           | 0          |
| P. Manganelli | 6        | 2       | 2           | 0          | 1                    | 0                    | 0                    | 0                    | 7        | 2      | 2           | 0          |
| S. Marseglia  | 8+1      | 0       | 5+2         | 1+1        | -                    | -                    | -                    | -                    | 9        | 0      | 7           | 2          |
| M. Marsili    | 32       | 3       | 12          | 0          | 1                    | 0                    | 0                    | 0                    | 33       | 3      | 12          | 0          |
| J. Mbida      | 17+1     | 0       | 6           | 0          | 1                    | 0                    | 1                    | 0                    | 19       | 0      | 7           | 0          |
| O. Nosa       | 18+1     | 0       | 5+1         | 0          | 1                    | 0                    | 1                    | 0                    | 20       | 0      | 7           | 0          |
| F. Pambianchi | 22+1     | 0       | 7           | 1          | 1                    | 0                    | 0                    | 0                    | 24       | 0      | 7           | 1          |
| G. Pardo      | 2        | -1      | 0           | 1          | 2                    | -1                   | 0                    | 0                    | 4        | -2     | 0           | 1          |
| P. Pizzaleo   | 16       | -17     | 0           | 1          | -                    | -                    | -                    | -                    | 16       | -17    | 0           | 1          |
| N. Russo      | 12       | 1       | 4           | 0          | 2                    | 1                    | 0                    | 0                    | 14       | 2      | 4           | 0          |
| V. Russo      | 2        | 0       | 1           | 0          | -                    | -                    | -                    | -                    | 2        | 0      | 1           | 0          |
| A. Scalzone   | 7        | 0       | 1           | 0          | -                    | -                    | -                    | -                    | 7        | 0      | 1           | 0          |
| G. Siclari    | 17+1     | 9+1     | 0           | 0          | -                    | -                    | -                    | -                    | 18       | 10     | 0           | 0          |
| F. Verdone    | 6        | 0       | 3           | 0          | 2                    | 0                    | 0                    | 0                    | 8        | 0      | 3           | 0          |
| P. Voltasio   | 14       | 0       | 3           | 0          | 2                    | 0                    | 1                    | 0                    | 16       | 0      | 4           | 0          |
| D. Yeboah     | 11+1     | 2       | 2           | 1          | 1                    | 0                    | 0                    | 0                    | 13       | 2      | 2           | 1          |